# L'Île de Noé
L'Île de Noé (en anglais Noah's Island) est une série animée produite par l'Union européenne de radio-télévision, écrite par Elphin Lloyd Jones et John M.Mills, et dirigée par Philippe Leclerc, Alan Simpson et Frédéric Trouillot. Comportant 3 saisons de 13 épisodes chacune, cette série pour enfants fut diffusée dans plusieurs pays européens à partir de 1997.

## Synopsis
Il y a bien des années, quelque part sur la côte atlantique du Canada, une météorite incandescente frappa de plein fouet une presqu'île rocailleuse et désertique, provoquant la rupture du pont rocheux qui la reliait au continent. L'île partit alors à la dérive sur les flots, emportant dans ses profondeurs le cœur bouillonnant du météore.
Des décennies plus tard, cette île flottante fut découverte par un ours polaire du nom de Noé, qui décida d'en faire son nouveau foyer, puis d'y recueillir les animaux d'un zoo que l'on déménageait, rescapés du naufrage de leur bateau.
Il faudra pour tous ces animaux apprendre à cohabiter et créer une société où tous pourront vivre en paix. Quant à Noé, à présent capitaine de l'île, il pourra caresser l'audacieux projet d'utiliser la lave encore bouillante de la météorite pour propulser l'île à travers les mers, dans le but d'atteindre Diamantina, une île paradisiaque sur laquelle aucun humain n'aurait jamais posé le pied.
Mais le périple ne sera pas de tout repos. Des tensions naîtront constamment entre certains animaux, obligeant Noé à jouer les médiateurs. Pourtant, malgré les nombreux obstacles, celui-ci ne perdra jamais espoir et, recueillant tout au long de sa route les animaux en danger qu'elle croisera, l'Île de Noé parcourra inlassablement le globe à la recherche de Diamantina, la Terre Promise.

### Saison 1
Après avoir sauvé les animaux du naufrage et organisé la vie en société, Noé, après plusieurs tentatives infructueuses, finira par mettre au point une méthode pour canaliser la lave dans l'océan, permettant ainsi de contrôler les mouvements de l'île, avant de nommer Nab ingénieur en chef. L'île parcourra alors l'océan Atlantique du Nord au Sud, en passant par le Portugal, le Sahara, l'Afrique centrale, l'Amazonie et l'Argentine. Diamantina se trouvant au milieu de l'océan Indien, Noé tentera de passer par le cap Horn, mais les violentes tempêtes et le froid polaire l'obligeront à rebrousser chemin. Prise dans la banquise, l'île sera finalement libérée par un groupe de baleines et repartira vers l'Est.

### Saison 2
Le périple continue à travers l'océan Atlantique sud. Après avoir passé le cap de Bonne-Espérance, l'île arrivera en vue de Diamantina, qu'elle ratera de peu. Voguant à travers l'océan Indien, Noé et ses compagnons passeront par l'Australie, l'Indonésie, l'Inde, la péninsule Arabique, les côtes est-africaines, Madagascar et l'Île Maurice, rencontrant à chaque escale de nouveaux animaux, avant d'enfin atteindre Diamantina.

### Saison 3
L'île a finalement rallié Diamantina, mais cet endroit n'est en fait pas le paradis escompté. Noé et ses compagnons devront entre autres se faire accepter par les animaux indigènes, très hostiles envers eux, qu'ils considèrent comme des envahisseurs nuisibles. Mais Noé a à présent d'autres projets : parcourir le monde sur son île flottante pour aller chercher des compagnes et des compagnons pour tous les animaux célibataires vivant sur l'île. Utilisant les précieuses pierres de lave trouvées sur Diamantina pour se propulser plus efficacement, l'île se rendra plusieurs fois en Afrique de l'Est et retournera en Australie. 
Hélas, sur Diamantina, la situation empire. Les indigènes n'hésitent pas à tenter de tuer les animaux allochtones, qui quant à eux finiront par détruire le récif de corail qui protège l'endroit des fortes marrées, provoquant involontairement l'engloutissement de Diamantina sous les flots. Tous les animaux doivent alors réembarquer sur l'île flottante de Noé, et commencer un nouveau périple...

## Personnages principaux
Cette section ne recense que les personnages récurrents de la série. De nombreux personnages n'apparaissant que dans un épisode n'y sont pas repris.

### Personnages présents au début de la première saison
- Noé : un ours polaire. Il est le capitaine de l'île, ce qui consiste principalement à prévenir les disputes entre les différents animaux et à résoudre les problèmes que leur pose la vie en société. D'un naturel débonnaire, sensible et généreux, il traite tous les animaux en égaux, et se soucie du bonheur de chacun, mais peut aussi se montrer ferme si nécessaire.
- Salommée : une femelle mammouth très âgée. Rescapés des périodes glaciaires, elle et Mammouthon vivent sur l'île depuis toujours. Sage et aimable, bien que parfois grincheuse, elle conseille volontiers Noé en cas de décision importante à prendre. Elle pratique la peinture rupestre, et c'est précisément dans sa caverne qu'est peint le planisphère indiquant l'emplacement de Diamantina, que Noé vient régulièrement consulter.
- Mammouthon : un mammouth mâle très âgé. Benêt et maladroit malgré son éternelle bonne volonté, sa grande force physique est très utile pour réaliser divers travaux. Amoureux de Salommée depuis toujours, il la demande régulièrement en mariage, mais celle-ci repousse à chaque fois ses avances et le renvoie tout malheureux dans sa caverne.
- Les vautours : une bande de vautours mâles et femelles. Ils forment la patrouille et la brigade volante de l'île. Très loyaux envers Noé, ils sont régulièrement envoyés en mission de sauvetage ou de repérage.
- Sparky : un lapin arctique blanc. Il serait le premier animal recueilli par Noé. Bien que ne s'exprimant que par signes, il fait office de messager, et sert occasionnellement de balle et de serpillère.

### Animaux rescapés du naufrage
- Reg : un babouin aux fesses roses, surnommé Reggie. Excentrique, grand admirateur de la race humaine, son rêve le plus cher est de devenir un homme. Il est passionné par les inventions modernes, et prétend être lui-même à moitié humain. Principale source de conflits sur l'île, il se dispute régulièrement avec Ursula.
- Rocco : un gorille. Fort et courageux, Rocco, qui a perdu sa compagne lors du naufrage, est en réalité un grand romantique plein de nostalgie. Il aurait été l'assistant du vétérinaire de son ancien zoo, ce qui l'a naturellement amené à devenir le médecin de l'île. Il s'entend généralement bien avec Noé, dont il approuve souvent les décisions. Il est également le camarade de Reg.
- Boomera : une femelle kangourou. Tendre, aimante et compréhensive, elle aime prendre soin des autres, ce qui ne l'empêche pas de dire tout haut ce qu'elle pense des gens qui l'énervent. Très cultivée, ses qualités maternelles l'ont amené à devenir l'infirmière et la pharmacienne de l'île, passant son temps à cueillir des plantes médicinales pour fabriquer des remèdes. Elle est également très nostalgique de son Australie natale, et rêve en secret de pouvoir y retourner.
- Ursula : une ourse brune de Sibérie. Grognon, susceptible, égoïste et têtue, elle veut toujours avoir le dernier mot sur tout. Rien ne l'énerve plus que les pitreries de Reg, qu'elle considère ouvertement comme un dangereux intrus, et elle ne fait pas vraiment confiance à Noé. Sa meilleure amie est Chang, avec qui elle passe tout son temps.
- Chang : une femelle panda. Plutôt gentille et discrète, elle est toujours accolée à Ursula, qui semble avoir énormément d'influence sur elle, allant jusqu'à lui imposer sa vision des choses. Elle est capable d'endormir les autres animaux en les hypnotisant, ce qui fait d'elle l'assistante anesthésiste de Rocco.
- Le professeur morse : un vieux morse moustachu. Il joue le rôle de psychologue et de conseiller personnel, à qui les animaux viennent raconter leurs ennuis et chercher conseil. Il passe le plus clair de son temps à dormir sur la plage ou à pêcher.
- Nab : un orang-outang mâle. Distrait et émotif, il est malgré tout remarquablement intelligent, qualité grâce à laquelle Noé le nomme ingénieur en chef. Il passe ainsi la plupart de son temps dans la grotte centrale de l'île, auprès du réservoir de lave issue de la météorite. Son travail consiste à calculer les trajectoires de l'île et à contrôler le flux de lave incandescente, grâce à un système de canaux creusés dans le sol. Grand expérimentateur, il finit par maîtriser parfaitement le fonctionnement de l'île, exécutant fidèlement les instructions de Noé, tout en s'accordant régulièrement des "pauses banane".
- Jasper : un mandrill mâle. Neveux adoptif de Nab, dont il est l'assistant, il est très jouette et facilement distrait. Ne sachant pas parler, il s'exprime par cris et gloussements.
- Le rhino : un rhinocéros mâle. Second assistant de Nab, son unique tâche consiste à pousser la pierre trouée qui sert de valve au réservoir de lave. Apparemment assez simplet, il chantonne en permanence "pom pom pidou", ce qui a le don d’agacer tout le monde.
- Les hyènes : un couple de hyènes, une femelle et un mâle. Plus rieuses que méchantes, elles obéissent à Reg, qui les considère comme ses animaux domestiques. Elles donneront plus tard naissance à deux petits.
- Agatha : une girafe femelle. Assez hautaine, elle se mêle peu aux autres animaux, préférant brouter à l'écart du bruit et de l'agitation.
- Carmen : un oryctérope femelle. Timide, gentille, craintive et réservée, elle est facilement troublée, et se révolte régulièrement contre les injustices du monde.

### Personnages apparaissant plus tard dans la série

#### Première saison
- Sacha : un rat desman. Petite créature humble et craintive, il aurait longtemps travaillé au cirque de Minsk. Assistant de Noé, qu'il admire éperdument, il prend son rôle de second très au sérieux. Également poète et rêveur, il est très sensible aux petits détails.
- Les éléphants : une troupe d'éléphants d'Afrique. Fuyant une tempête de sable, ils embarquent sur l'île alors que celle-ci longe les côtes du Sahara. Le plus jeune d'entre eux, attristé pas la mort de son grand-père sur l'île, devient le protégé et l'élève de Salommée, qui lui enseigne la peinture rupestre.
- Le caniche : un caniche blanc domestique femelle. Sauvée du naufrage du bateau de sa maîtresse, capricieuse et désagréable, elle se languit du monde des humains et de sa France natale.
- Le lion : un vieux lion mâle. Traqué par des chasseurs, il embarque sur l'île alors que celle-ci est échouée sur une plage africaine. Grincheux et taciturne, il tente péniblement de s'intégrer, se retenant à grand peine de dévorer les autres animaux.
- Le dodo : un jeune dodo mâle. Né d'un œuf congelé trouvé dans la banquise lors de la tentative de passage du Cap Horn, élevé par les vautours, il est le dernier représentant de son espèce.
- Jérémy : un gros scarabée jaune et mauve. Muet mais coopératif, grand ami de Sacha, il semble volontiers prêter son aide et son soutien aux animaux dans le besoin.

#### Deuxième saison
- Guertie : une femelle gorille. Sauvée après que l'avion qui la transportait se soit écrasé sur des récifs, c'est une forte personnalité, caractérielle et autoritaire, qui cherche toujours à tout organiser elle-même, allant jusqu'à réclamer le poste de capitaine à Noé. Au départ distante envers Rocco, elle finit peu à peu par se rapprocher de lui et devient finalement sa nouvelles compagne.
- Woomie : un wombat mâle. Récupéré lors du premier passage de l'île en Australie, cet animal gris et pelucheux est un intrépide casse-cou. Apparemment inconscient du danger et insensible à la peur, il se consacre à des activités aussi inutiles que périlleuses, comme la chasse au requin, le saut en chute libre et le lancer de morse. Têtu et autoritaire, il finira par être nommé shériff, et passera alors son temps à arrêter tout le monde pour les motifs les plus farfelus.
- Le bandicoot : un péramélide mâle. Gros rongeur brun récupéré lui aussi en Australie, c'est un personnage discret et peureux, fuyant sans cesse le danger.
- Le pangolin : un pangolin mâle. Récupéré alors qu'il dérivait sur un tronc d'arbre dans l'océan Indien, il a mauvais caractère, et peut même se montrer agressif. Il ne s'entend bien qu'avec Carmen, avec qui il partage un faible pour les termites.
- La mangouste : un suricate mâle. Vivant près d'un ancien temple dans la jungle indienne, il est ramené sur l'île par les vautours dans le but de combattre une bande de dangereux serpents ayant envahi les lieux. Animal zen et pacifique, tout empreint de philosophie bouddhiste, il refuse toute forme de violence, et n'accepte qu'à contrecœur de chasser les sournois reptiles de l'île.

#### Troisième saison
- Gorm : Un mammouth mâle très âgé. Père de Salommée, il vit sur Diamantina, où il est le fidèle serviteur de la Reine Afronde. Il méprise ouvertement les autres animaux, qu'il rêve de faire disparaître, et n'est aimable qu'avec les mammouths, même s'il se dispute souvent avec Mammouthon.
- La Reine Afronde : une vieille grenouille géante. Souveraine de Diamantina, âgée de plusieurs siècles, elle vit dans les cavernes de l'île, entourée de ses serviteurs. Hostile envers Noé et ses compagnons, c'est elle qui charge Gorm de s'en débarrasser. Son existence, comme celle des autres grenouilles, restera longtemps secrète pour les autres animaux, à qui elle ne se révèlera qu'à la fin de la série, lors de l'engloutissement de Diamantina.
- Galéo : une grenouille géante mâle. Sénéchal de la reine, il s'occupe fidèlement de sa souveraine, et sort rarement des cavernes de Diamantina.
- Maurice : une grenouille mâle. Plus petit que Galéo, il est régulièrement envoyé en mission à la surface par la reine.
- Rita : une femelle babouin. Ramenée sur Diamantina pour servir de compagne à Reg, elle est capricieuse et colérique. Elle considère les babouins comme les êtres les plus évolués, et tente vainement de dissuader Reg de vouloir devenir un humain.
- Tchip : un petit kangourou mâle. Ramené d'Australie par Guertie pour servir de compagnon à Booméra, il est humble et gentil, mais supporte mal les remarques désagréables des autres animaux à son égard.
- Taloula : une femelle rhinocéros. Ramenée d'Afrique orientale, gentille, cultivée et intelligente, elle est très intéressés par le fonctionnement de l'île flottante de Noé, où elle devient rapidement la nouvelle assistante de Nab. Au départ réticente à l'idée de devenir la compagne du rhinocéros, elle sympathise pourtant rapidement avec lui.

## Liste des épisodes
Première saison
1. Le zoo perdu
2. Chacun chez soi
3. L'arrivée de Sacha
4. Une journée bien remplie
5. Un gros problème
6. À la recherche du bébé éléphant
7. Les hyènes joyeuses
8. Les naufragés
9. Le roi des animaux
10. Comment être un ours
11. Le départ de Boomera
12. Coup de froid
13. la délivrance

Deuxième saison
1. La terre promise
2. Promenade nostalgique
3. Le raz de marée
4. Au fond du tourbillon
5. Les papillons
6. Mauvais tours de vautours
7. Le roi des termites
8. La mangouste
9. Un désert fréquenter
10. Remue ménage sur l'île
11. L'invasion des criquets
12. Rocco et le dragon
13. L'arrivée à Diamantina

Troisième saison
1. Problèmes au paradis
2. Faux départ
3. Tours de mammouths
4. La gazette vivante
5. Le sheriff de Diamantina
6. Un beau mur
7. Reggie la grenouille
8. Un iceberg encombrant
9. Rocco déteste le raphia
10. La rose de Diamantina
11. Le récif de corail
12. Histoire d'ours
13. Adieu Diamantina

## Commentaires
Après Les Animaux du Bois de Quat'sous, l'Union européenne de radio-télévision se lance dans une nouvelle aventure sur le thème d'animaux fuyant les ravages de l'homme, à la recherche d'un havre où tous pourront vivre en paix. Bien que moins populaire que la série précédente, L'Île de Noé fut diffusée dans plusieurs pays européens à partir de 1997, et est régulièrement rediffusée depuis.